# Aeroportul Pampa Guanaco
Aeroportul Pampa Guanaco (IATA: DPB, ICAO: SCBI) este un aeroport din Provincia Tierra del Fuego, Argentina ce deservește zona Bahía Inútil⁠(d). Aeroportul a fost tranzitat în 2022 de 205 pasageri.
Situat la o altitudine de 157 m, aeroportul dispune de o singură pistă.